# ヤジディ教徒の虐殺
ヤジディ教徒の虐殺（ヤジディきょうとのぎゃくさつ）は、2014年にISILによって行われたイラク北部(主にシンジャール地方)に住むクルド系住民のうちヤズィーディーの教徒に対して行われた一連の虐殺行為。2千‐5千人がISILによって行われた「強制改宗キャンペーン」の中で殺害され、数千人が捕虜、奴隷として連行された。また、2015年までに50万人以上が故郷を追われ難民となった。虐殺は、クルディスタン自治政府の軍事組織であるペシュメルガの撤退後に始まった。
ISILによる迫害は国際的に注目を集め、米国を主導に、ISILに対する空爆に端を発するイラク介入に繋がった。米国、英国、オーストラリアはヤズィーディー教徒に空からの緊急投下援助を行った。クルド人民防衛隊およびクルディスタン労働者党の戦闘機はシンジャール山脈に通じる「人道的回廊」を開き、ヤズィーディー教徒を援助した。
国連のいくつかの組織や国家組織などによって、この事件は虐殺と認識されている。

## 背景
ヤジディ教はイラク北西部の山岳地帯を中心として信仰されている民俗宗教で、2014年9月時点において50万人が信仰しているとされる。16世紀末から17世紀初頭にかけて、イスラム教徒から悪魔崇拝の宗教と捉えられ、この虐殺においてもISILはヤジディを悪魔崇拝と非難し改宗を強要した。